# Terremoto de El Asnam de 1980
El terremoto de El Asnam de 1980 ocurrió el 10 de octubre de 1980 a las 13:25 hora local con una magnitud de momento de 7,1 y una intensidad Mercalli máxima de X. El terremoto se produjo en la localidad argelina de El Asnam. Los temblores se sintieron a más de 550 kilómetros de distancia, y el terremoto inicial duró 35 segundos. Fue el terremoto más grande en Argelia y fue seguido tres horas después por una réplica de magnitud 6,2. El terremoto creó unos 42 kilómetros de ruptura superficial y tuvo un deslizamiento vertical de hasta 4,2 metros. No se registraron temblores previos. Se descubrió que el terremoto ocurrió muy cerca del epicentro del terremoto de Chlef de 1954 utilizando técnicas de determinación conjunta del epicentro. Ocurrió en una falla inversa previamente desconocida.
El terremoto fue el más grande en la cordillera del Atlas desde el terremoto de Orán de 1790.
Además del terremoto, se registraron débiles olas de tsunami en los mareógrafos.
El terremoto ocurrió en una región poblada de Argelia, afectando a 900.000 personas. Destruyó 25.000 casas y dejó sin hogar a 300.000 habitantes. Además de destruir casas, el terremoto también demolió infraestructura crítica, incluido el hospital principal, la mezquita central y una escuela de niñas. El hospital sufrió daños tan significativos que las víctimas tuvieron que ser transportadas a más de 160 km de distancia al siguiente hospital más cercano. Ambos eventos causaron daños considerables con al menos 5.000 muertos y 9.000 heridos. El terremoto causó daños por aproximadamente 5.200 millones de dólares, lo que supuso el 22% del PIB de Argelia en ese momento.